# Adolfo Coelho
Francisco Adolfo Coelho, född den 15 januari 1847 i Coimbra, död den 9 februari 1919 i Carcavelos, var en portugisisk språkforskare.
Coelho var sedan 1878 professor i romansk språkforskning och pedagogik vid högskolan i Lissabon och därjämte sedan 1884 rektor vid den högre borgarskola Escola Primária Superior de Rodrigues Sampaio. Han var sedan 1910 ledamot av Vetenskaps- och vitterhetssamhället i Göteborg. Coelho behandlade vetenskapligt Portugals språk, etnografi, folklore och så vidare. Till hans viktigare arbeten hör Questões da lingua portugueza (1874), Noções de glottologia geral e especial portugueza (1881; 2:a upplagan 1888), Os dialectos romanicos ou neo-latinos na Africa, Asia e America (1880-1882) och en framstående ordbok, Diccionario manual etymologico da lingua portugueza (1890). Coelho ombesörjde den första samlingen av portugisiska folksagor, Contos populares portuguezes (1879).